# Homoneura diasca
Homoneura diasca är en tvåvingeart som beskrevs av Kim 1994. Homoneura diasca ingår i släktet Homoneura och familjen lövflugor. Inga underarter finns listade i Catalogue of Life.